# Pemsko Polje
Pemsko Polje, također znano kao Naselje Markovac, je četvrt u sastavu grada Bjelovara, nalazi se između naselja Trojstveni Markovac i četvrti Zvijerci te se nalazi južno od nekadašnjeg rasadnika "Bjelovarski vrt".
Naziv četvrti također označava dolinu i poljanice u okolici potoka koje se nalaze južno od Ulice Lovre Matačića te između Đurđevačke ceste, Ulice Anzelma Canjuge i Ulice Borisa Papandopula.

Glavne prometnice u sastavu četvrti si ulica Lovre Matačića, koja spaja Trojstveni Markovac i Zvijerce, ulica Jakova Gotovca i ulica Josipa Runjanina. Građevine u četvrti sastoje se većinom od nisko izgrađenih obiteljskih stambenih zgrada i zelenih prostora.

## Povijest
Današnji prostor četvrti Pemsko Polje je veći dio svoje povijesti provelo kao neizgrađene ili kultivirane oranice, te je prostor Pemskog Polja pokrivalo naselje Trojstveni Markovac.
Tijekom 1960-ih godina zbog širenja grada Bjelovara na sjever dolazi do značajne gradnje na području Zvijeraca, Trojstvenog Markovaca i Ivanovčana. Odlukom grada prostor Pemskog Polja odvaja se od Trojstvenog Markovca i pripaja se naselju Bjelovar kao gradska četvrt tada službeno zvana kao "Naselje Trojstveni Markovac II" 
Dana 3. listopada 2023. godine grad je najavio izgradnju novoga gradskog parka na južnome dijelu doline Pemskoga Polja i uređenja vodotoka potoka u tome području.
- Café bar 13 "Trinaja", popularni lokalitet na cjelokupnome sjevernome prostoru grada Bjelovara.
- Pogled na Trojstveni Markovac s druge strane doline i potoka Pemskog polja.
- Pemsko Polje na karti grada Bjelovara.